# Charles-Frédéric-Guillaume de Leiningen
Charles-Frédéric-Guillaume prince de Leiningen (allemand : Fürst zu Leiningen) (14 août 1724 – 9 janvier 1807) est un prince souverain allemand. (Voir Fürst pour la différence entre elle et les autres titre princier, Prinz.)

## Biographie
Il est le fils aîné de Frédéric-Magnus de Leiningen-Dagsbourg-Hartenbourg et son épouse la comtesse Anne-Christine de Wurmbrand-Stuppach, et succède à son père sur la mort de ce dernier, le 28 octobre 1756.
Le 3 juillet 1779, il est fait Prince du Saint-Empire en devenant le premier Prince de Leiningen.
Le 24 juin 1749, il épouse sa cousine Christiane-Wilhelmine-Louise, fille de Guillaume-Charles-Louis de Solms-Roedelheim et Assenheim, et de Marie-Anne de Wurmbrand-Stuppach. Elle est décédée le 6 janvier 1803, après avoir enfanté un fils et trois filles:
- Élisabeth-Christiane-Marianne, née le 27 octobre 1753, mariée le 17 mai 1768 à Charles-Louis de Salm, elle meurt le 16 février 1792.
- Charlotte-Louise-Polyxène, née le 27 mai 1755, mariée le 1er septembre 1776 à François d'Erbach-Erbach, et décédée le 13 janvier 1785.
- Caroline-Sophie-Wilhelmine, née le 4 avril 1757, mariée le 21 septembre 1773 à Frédéric Magnus de Solms-Wildenfels, et décédée le 18 mars 1832.
- Émile-Charles de Leiningen, né le 27 septembre 1763, succède à son père en tant que deuxième prince de Leiningen.

En 1801, il est privé de ses terres sur la rive gauche du Rhin, à savoir Hardenbourg, Dagsbourg et Durkheim, par la France, mais en 1803, reçoit les biens sécularisés de l'Abbaye d'Amorbach comme une ample compensation de ces pertes. Jusque-là ses titres sont: le Prince impérial de Leiningen, Comte palatin de Mosbach, Comte de Düren, Seigneur de Miltenberg, Amorbach, Bischofsheim, Boxberg, Schüpf et Lauda.
Quelques années plus tard, la Principauté de Linange à Amorbach est médiatisée.